# União sacramental
União sacramental (em latim: Unio sacramentalis; alemão de Lutero: Sacramentliche Einigkeit; em alemão:  Sakramentalische Vereinigung) é a doutrina teológica luterana da presença real do Corpo e Sangue de Cristo na Eucaristia.

## Tipo de união
A união sacramental é diferente das demais "uniões" na teologia, como a "união pessoal" das duas naturezas em Jesus Cristo, a "união mística" de Cristo e sua Igreja e a "união natural" do corpo e da alma nos humanos. Ela é similar à união pessoal no sentido de uma união entre duas naturezas perfeitas (a divina e a humana) na pessoa de Jesus na qual as duas permanecem distintas: a integridade do pão e do vinho permanece mesmo depois de ambos terem se unido ao Corpo e ao Sangue de Jesus respectivamente.
Na união sacramental, o pão consagrado está unido ao Corpo de Cristo e o vinho consagrado está unido ao Sangue de Cristo por causa da instituição original de Cristo com o resultado de que qualquer um comendo e bebendo estes "elementos" realmente estão comendo e bebendo o corpo físico e o sangue de Cristo também. Os luteranos defendem que o que eles acreditam ser a doutrina bíblica do manducatio indignorum ("comer de indignos") suporta esta doutrina tão bem quanto qualquer outra doutrina afirmando a presença real. O manducatio indignorum é a tese de que mesmo quando não-crentes comem e bebem da Eucaristia eles realmente comem e bebem o Corpo e o Sangue de Cristo conforme I Coríntios 11:27–29. Este ponto de vista foi proposto por Martinho Lutero na Confissão sobre a Ceia do Senhor, de 1528:
| “ | Por que então não devemos mais dizer na Ceia «Este é o meu corpo» se o pão e o corpo duas são substâncias distintas e a palavra "este" indica o pão? Neste caso, também, de dois tipos de objeto uma união se realizou, que eu chamarei de "união sacramental", pois o Corpo de Cristo e o pão nos são dados como sacramento. Esta não é uma união natural ou pessoal, como é o caso de Cristo com Deus. Ela é também, talvez, uma união diferente daquela que a pomba tem com o Espírito Santo e a chama com o anjo, mas é também, com toda certeza, uma união sacramental. | ” |

A união sacramental está afirmada na Concórdia de Wittenberg de 1539 e na Fórmula de Concórdia. Esta última liga o termo com a perífrase ("em, com e sob as formas de pão e vinho") utilizada entre os luteranos para definir sua doutrina:
| “ | Por esta razão, em adição às expressões de Cristo e São Paulo (o pão na Ceia é o corpo de Cristo ou a comunhão do corpo de Cristo) também as formas: sob o pão, com o pão e no pão [o corpo de Cristo está presente e é ofertado], são empregadas; é por meio delas que a transubstanciação papista pode ser rejeitada e a união sacramental da essência inalterada do pão e do corpo de Cristo, [pode ser] indicada. | ” |

## Palavras da Instituição
Os luteranos acreditam que as palavras ditas por Jesus Cristo em sua Última Ceia, as "Palavras da Instituição", fazem acontecer a união sacramental no momento em que são ditas e todas as vezes que a Eucaristia cristã é celebrada:
| “ | Assim, não são nossas palavras ou o ato de dizê-las, mas o comando e provisão de Cristo que, do começo da primeira comunhão até o final do mundo, transformam o pão no Corpo e o vinho no Sangue que são diariamente distribuídos por todo o nosso ministério e ofício. Novamente, «Assim, também, se eu dissesse para todo o pão que existe, “Este é o corpo de Cristo”, nada vai acontecer, mas quando seguimos sua instituição e comando na Última Ceia e dissermos, “Este é o meu corpo”, então é o corpo, não por causa do nosso ato de dizer ou da eficácia de nossa palavra, mas por Ele nos pediu para assim dizer e fazer e juntou Seu próprio comando e ação às nossas palavras». | ” |

## Diferenças em relação a outras doutrinas de presença real
Esta doutrina é por vezes incorretamente identificada como consubstanciação por afirmar a presença simultânea de quatro essências na Eucaristia: o pão consagrado, o Corpo de Cristo, o vinho consagrado e o Sangue de Cristo. Mas ela difere por não afirmar uma presença "local" (circunscrita, tri-dimensional) do Corpo e do sangue no pão e no vinho, o que é rejeitado como "grosseira, carnal e Cafarnaica" na "Fórmula de Concórdia". O termo "consubstanciação" tem sido associado a esta inclusão "local" do Corpo e Sangue de Cristo no pão e vinho sacramentais assim como também o termo "empanação". Os luteranos também rejeitam a designação de sua doutrina como sendo uma consubstanciação por que acreditam que ela seja, como a transubstanciação católica, uma explicação filosófica para a presença real enquanto que a união sacramental é apenas uma descrição da presença real.
Lutero distinguia sua doutrina da transubstanciação e da empanação da seguinte forma:
| “ | ...nós não criamos o Corpo de Cristo a partir do pão [...] nem dizemos que este corpo passa a existir a partir do pão [a empanação]. Dizemos que Seu Corpo, que foi criado e passou a existir há muito tempo, está presente quando dizemos «Este é meu Corpo». Pois Cristo não comanda que digamos «Que isto se torne meu corpo» ou «Crie meu corpo ali», mas «Este é meu corpo». | ” |

A doutrina luterana da união sacramental também é diferente da visão das Igrejas Reformadas. A doutrina calvinista da presença real na Ceia do Senhor é que Cristo está verdadeiramente presente na ceia (, embora não substancialmente e nem particularmente ligado aos elementos, ou seja, uma presença espiritual real e verdadeira. Esta visão está em linha com sua crença mais geral de que "o finito não é capaz para o infinito" (em latim: finitum non est capax infiniti). Os luteranos, por outro lado, descrevem a união pessoal das duas naturezas de Cristo (a divina e a humana) como compartilhando seus predicados ou atributos de maneira mais completa. A doutrina da união sacramental é mais consistente com este tipo de cristologia. Os escolásticos luteranos descreveram a posição cristológica reformada que suporta sua doutrina como extra calvinisticum ("adicional calvinista") porque ela acredita que o Logos está fora ou além do corpo de Cristo.